# 페르난도 티소네
페르난도 다미안 티소네 로드리게스(Fernando Damián Tissone Rodrigues, 1986년 7월 24일, 아르헨티나 킬메스 ~ )는 아르헨티나의 축구 선수이며 프리메이라리가 데스포르티부 아베스에서 뛰고있다.